# Варшавське наукове товариство
 Варшавське наукове товариство  (ВНТ, пол. Towarzystwo Naukowe Warszawskie) — польське наукове товариство, розташоване у Варшаві, що має академічну структуру і двоступеневу виборну систему членства.
Завданнями Варшавського наукового товариства є розвиток і підтримка досліджень у всіх галузях знань шляхом організації наукових зібрань, лекцій (зокрема публічних), а також публікація відомостей про конкурси наукових робіт, присудження нагород і видавнича діяльність.

## Історія
З'явилося ВНТ 1907 року, було продовжувачем діяльності Товариства друзів наук у Варшаві. Його завданнями були розвиток і підтримка досліджень у всіх галузях знань, а також публікація наукових робіт польською мовою.
Члени-засновники ВНТ були варшавськими членами Польської академії мистецтв, а також випускниками Варшавського університету та членами Фонду ім. Юзефа Мяновського. На початок Першої світової війни ВНТ стало найбільшим науковим товариством на території російської частини Польщі.

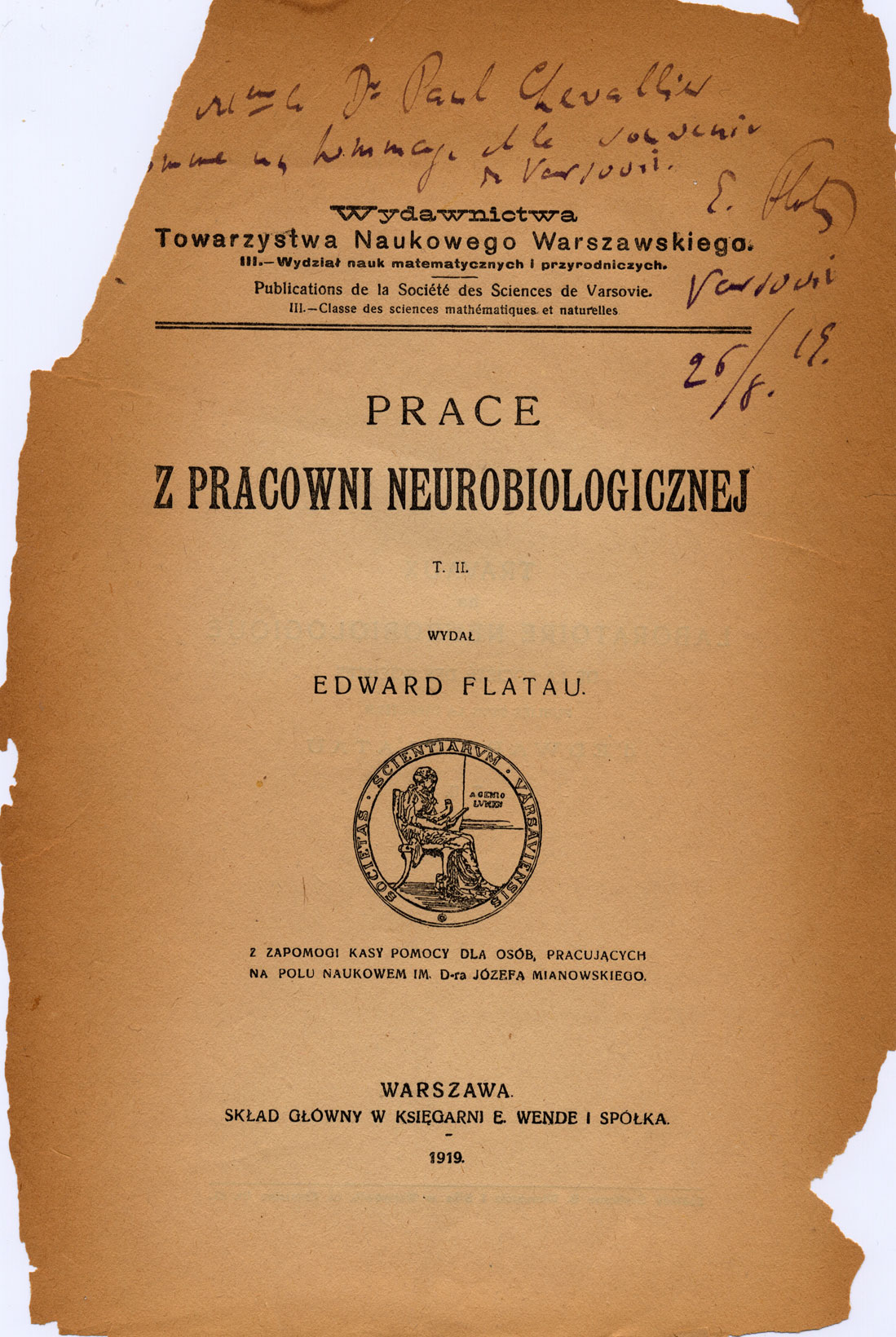
Праці невробіологічної лабораторії Варшавського наукового товариства, видані Едвардом Флатау

В жовтні 1911 Едвард Флатау передав ВНТ засновану ним при психологічному товаристві неврологічну лабораторію разом з усім інвентарем та грошовою допомогою в 2000 рублів. ВНТ отримало в дар від графа Юзефа Потоцького будинок на вул. Снядецьких, 8, де розміщувалася неврологічна лабораторія. Багато років Флатау був її завідувачем. Лабораторія проводила дослідження в галузі загальної та порівняльної анатомії нервової системи, фізіології, патологічної анатомії, експериментальної патологанатомії, а також експериментальної терапії нервової системи.
Протягом Другої світової війни ВНТ діяло в підпіллі, організовуючи збори і підтримуючи функціонування таємної вищої освіти у Варшаві. За час війни загинула третина членів товариства. Була знищена резиденція ВНТ в палаці Сташица у Варшаві, а також численні наукові установи та лабораторії.
1951 р., у зв'язку з утворенням Польської академії наук ВНТ було ліквідовано, а його майно було передано ПАН.
У травні 1981 р. на зборах було ухвалено рішення про відновлення діяльності ВНТ. Список членів-засновників налічував 40 осіб, а очолив його хімік Віктор Кемуля. Офіційна реєстрація товариства була проведена 4 грудня 1981 р.

## Структура ВНТ
В 1995 р. ВНТ об'єднувало близько 400 вчених з декількох наукових центрів Польщі в 6 підрозділах:
- Мовознавства та історії літератури;
- Історичних, суспільних і філософських наук;
- Фізико-математичних наук;
- Біологічних наук;
- Медичних наук;
- Технічних наук (із сільськогосподарською секцією).

Крім того, 3 комісії головного управління: ревізійна, видавнича, архівно-бібліотечна, а також 2 комісії відділень культури слова і славістична комісія. ВНТ має бібліотеку і випускає журнал  Rocznik Towarzystwa Naukowego Warszawskiego .

## Президенти ВНТ
- Олександр Яблоновський (1907—1913)
- Теодор Дидинський (1913—1916)
- Броніслав Хлебовський (1916—1918)
- Ян Кароль Кохановський (1918—1925)
- Казимир Журавський (1925—1931)
- Вацлав Серпінський (1931—1952)
- Віктор Кемуля (1981—1985)
- Олександр Гейштор (1986—1992)
- Болеслав Гурницька (1992—1995)
- Вітольд Рудовський (1995—2001)
- Анджей Пашевський (2001—2007)
- Януш Липківський (2007—)